# 福建假卫矛
福建假卫矛（学名：Microtropis fokienensis）是卫矛科假卫矛属的植物。分布在台湾以及中国大陆的浙江、安徽、福建、江西等地，生长于海拔800米至2000米的地区，一般生长在山坡以及沟谷林中。